# Josephine (Texas)
Josephine é uma cidade localizada no estado norte-americano do Texas, no Condado de Collin e Condado de Hunt.

## Demografia
Segundo o censo norte-americano de 2000, a sua população era de 594 habitantes.
Em 2006, foi estimada uma população de 825, um aumento de 231 (38.9%).

## Geografia
De acordo com o United States Census Bureau tem uma área de
4,2 km², dos quais 4,2 km² cobertos por terra e 0,0 km² cobertos por água. Josephine localiza-se a aproximadamente 196 m acima do nível do mar.

## Localidades na vizinhança
O diagrama seguinte representa as localidades num raio de 16 km ao redor de Josephine.